# Disarmed Enemy Forces

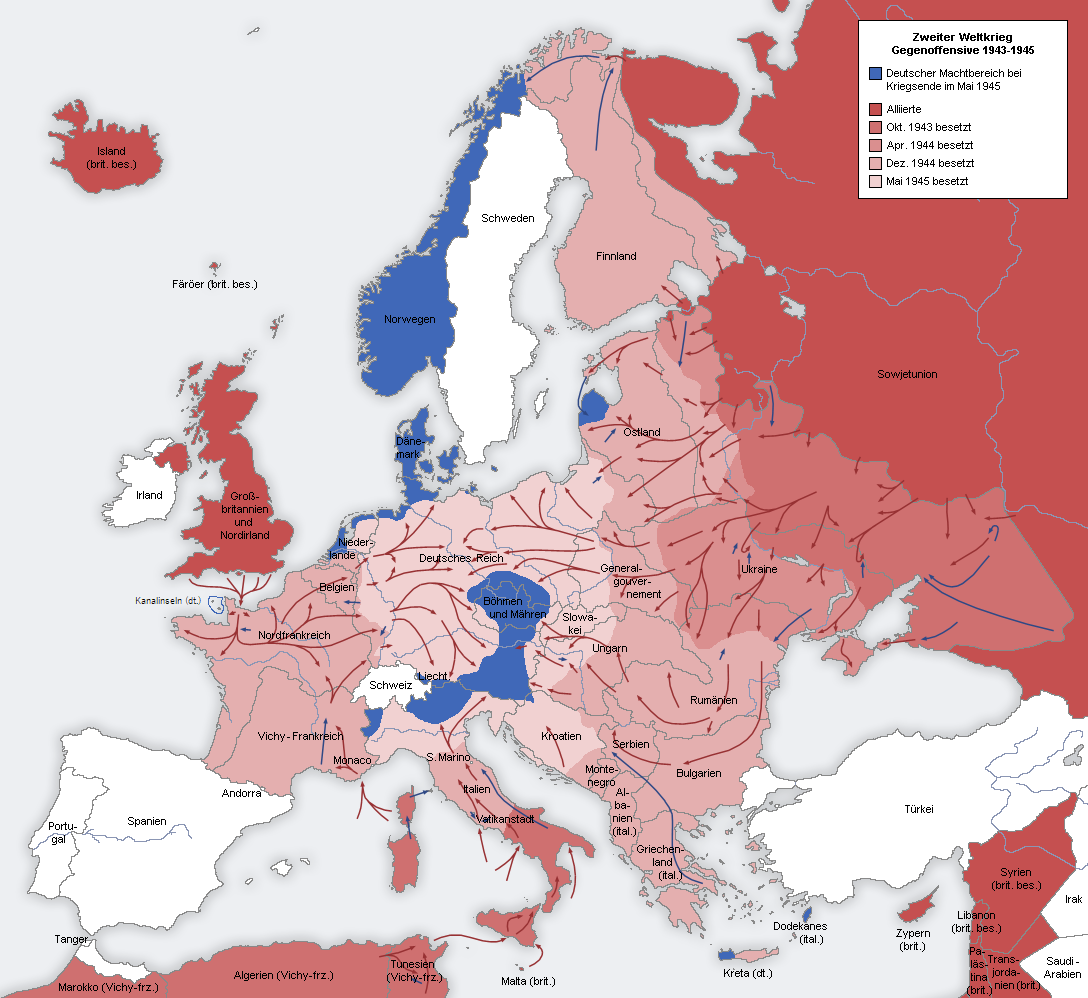
Deutsche Truppen im Mai 1945 (blau)

Disarmed Enemy Forces (DEF, dt. „entwaffnete feindliche Streitkräfte“) ist eine amerikanische Bezeichnung für Kriegsgefangene des Zweiten Weltkrieges, die mit der bedingungslosen Kapitulation der Wehrmacht am 8. Mai 1945 an der Westfront in alliierte Gefangenschaft kamen. Auf sie wurde die Genfer Konvention über die Behandlung von Kriegsgefangenen  zunächst nicht angewandt, weil sie formal nicht als Kriegsgefangene angesehen wurden.
Der entsprechende britische Begriff lautete Surrendered oder Seperated Enemy Personnel (SEP).

## Entstehung des Begriffs

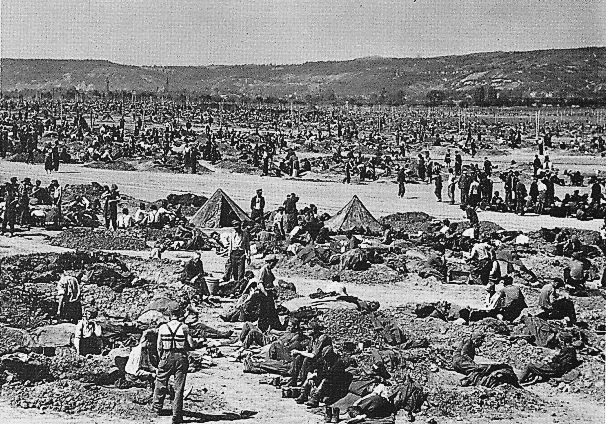
Alliiertes Rheinwiesenlager bei Sinzig (Rheinland-Pfalz), 1945

Bereits im März 1943 bestand in den USA die Befürchtung, nach einem Sieg die große Anzahl deutscher Kriegsgefangener nicht ernähren zu können. Deshalb wurde im Stab des Oberbefehlshabers Dwight D. Eisenhower beschlossen, die Gefangenen nicht als Kriegsgefangene einzustufen, sondern als Disarmed Enemy Forces. Damit waren sie in Bezug auf Ernährung und medizinische Versorgung nicht gemäß der Genfer Konvention den Garnisonstruppen der US-Armee gleichgestellt, sondern den Displaced Persons und der deutschen Zivilbevölkerung.
Am 4. Mai 1945 verfügte Eisenhower, dass deutsche Soldaten, die in Deutschland gefangen gehalten würden, und jene, die gegenwärtig die Waffen streckten, als „disarmed enemy forces“ bezeichnet werden sollten und nicht als Kriegsgefangene. Ihre Bewachung übernahmen neben den amerikanischen auch britische Besatzungstruppen. Die exakte Anzahl der Gefangenen ist nicht bekannt. Gleichwohl berichten US-amerikanische Aufzeichnungen davon, dass von den insgesamt 6 155 468 Gefangenen nur 2 057 138 Kriegsgefangene waren und 4 098 330 „disarmed enemy forces.“
Einen ähnlichen Begriff hatte die deutsche Wehrmacht nach der Kapitulation Italiens im September 1943 geschaffen: Gefangene italienische Soldaten galten ebenfalls nicht als Kriegsgefangene, sondern als Militärinternierte und wurden zur Zwangsarbeit herangezogen.

## Schicksal der Disarmed Enemy Forces
Die Masse der Disarmed Enemy Forces wurde schon bald entlassen, vor allem die Angehörigen des Volkssturms und der Hitler-Jugend sowie Verwundete und Kranke.
Deutsche Militär-Einheiten wurden intakt gehalten, um als Hilfskräfte für die US-Streitkräfte eingesetzt werden zu können – zum Teil wurden sie in verschiedenen alliierten Dienstgruppen eingesetzt. Gefangene wurden von der US-Armee auch an Frankreich übergeben, wo diese zur Zwangsarbeit (z. B. Minenräumung) eingesetzt wurden. Ein Großteil der Betroffenen wurde in den sogenannten Rheinwiesenlagern sowie in ehemaligen Konzentrations- und Zwangsarbeiterlagern festgehalten.